# Winthemia intonsa
Winthemia intonsa är en tvåvingeart som beskrevs av Henry J. Reinhard 1931. Winthemia intonsa ingår i släktet Winthemia och familjen parasitflugor.
Artens utbredningsområde är British Columbia. Inga underarter finns listade i Catalogue of Life.